# Plovdiv Peak
Plovdiv Peak (in lingua bulgara: връх Пловдив, Vrach Plovdiv) è un picco roccioso ricoperto di ghiaccio, alto 1.040 m, situato all'estremità orientale del Levski Ridge, nei Monti Tangra dell'Isola Livingston, nelle Isole Shetland Meridionali, in Antartide. Il monte si affaccia sul Ghiacciaio Magura a sud e sul Ghiacciaio Iskar a nord-nordest.
La denominazione è stata assegnata in onore dell'importante città bulgara di Plovdiv, seconda città del paese dopo la capitale Sofia.

## Localizzazione
Il picco è situato alle coordinate 62°39′12″S 60°00′35″W, 3,15 km a est-nordest del Great Needle Peak, 1,17 km a est del Helmet Peak, 3,48 km sud della Yana Point, 780 m a sudovest del Shishman Peak, 1,92 km a ovest del Kuber Peak, 4,22 km a nord della M'Kean Point (mappatura bulgara del 2005 e 2009).

## Mappe
- South Shetland Islands. Scale 1:200000 topographic map. DOS 610 Sheet W 62 60. Tolworth, UK, 1968.
- Islas Livingston y Decepción.  Mapa topográfico a escala 1:100000.  Madrid: Servicio Geográfico del Ejército, 1991.
- S. Soccol, D. Gildea and J. Bath. Livingston Island, Antarctica. Scale 1:100000 satellite map. The Omega Foundation, USA, 2004.
- L.L. Ivanov et al., Antarctica: Livingston Island and Greenwich Island, South Shetland Islands (from English Strait to Morton Strait, with illustrations and ice-cover distribution), 1:100000 scale topographic map, Antarctic Place-names Commission of Bulgaria, Sofia, 2005
- L.L. Ivanov. Antarctica: Livingston Island and Greenwich, Robert, Snow and Smith Islands. Scale 1:120000 topographic map. Troyan: Manfred Wörner Foundation, 2010. ISBN 978-954-92032-9-5 (First edition 2009. ISBN 978-954-92032-6-4)
- Antarctic Digital Database (ADD). Scale 1:250000 topographic map of Antarctica. Scientific Committee on Antarctic Research (SCAR), 1993–2016.